# Espagnolette
Eine Espagnolette (IPA: [ɛspanjoˈlɛtə], anhörenⓘ. Im deutschen Sprachgebrauch auch Ruderstange) ist ein Beschlag, der häufig dem Antrieb des Drehstangen- oder Drehriegelverschlusses von Fenstern dient, seltener auch von Türen.

## Geschichte, Beschreibung und Funktion
Nachdem Fenster bis in die Barockzeit vorwiegend durch Vorreiber verschlossen wurden, erfuhr die Technik der Fensterverriegelung eine grundlegende Veränderung durch die Entwicklung der Stangenverriegelung, ausgelöst durch die Ausbildung höherer Fensterflügel. Es entstanden die drei in Frankreich im ausgehenden 17. Jahrhundert entwickelten Typen Schubstangenverriegelung, Espagnolettestange und Baskülgetriebe. Die Espagnoglettestange weist eine drehbare Stange in voller Länge des Fensterflügels auf. Die konstruktiven Einzelheiten waren 1771 soweit entwickelt, dass sie detailliert in Diderots „Encyclopédie ou Dictionnaire raisonné des sciences, des arts et des métiers“ beschrieben und abgebildet wurden. Bereits 1719 berichtete der bayerische Hofbaumeister Joseph Effner zum Neuen Schloss in Schleißheim, dass der die dortigen Fenster mit „Spanioletten auf französisch“ beschlagen lasse. Espagnoletteverschlüsse wurden bis ins 20. Jahrhundert hinein verwendet.
Die überwiegend aus Schmiedeeisen oder Messing gefertigten Beschläge ziehen beim Verschließen den Fensterflügel an den Fensterrahmen heran, so dass sich auch verformte und verzogene Fensterflügel dicht verschließen lassen.
Dieses Verschlusssystem wird hauptsächlich am vertikalen Flügelprofil von Stulpfenstern montiert. Der Ruderknopf, in manchen Fällen auch eine Klinke, sitzt meist in mittiger Höhe des Flügels und ist mit der Ruderstange bzw. -schlaufe an einer vertikal verlaufenden Metallstange verbunden. Über das Ruder wird die vertikale Stange um 90 Grad gedreht, wobei sich die Haken des Drehriegelverschlusses an den Enden der Stange in die am Fensterrahmen angebrachten Aufnahmen (in Form einer Öse oder eines Dorns) bewegen. Nach Abschluss der Drehung der senkrechten Stange wird der Ruderknopf in einen Haken am Fensterrahmen oder am zweiten Fensterflügel eingehängt. Die Verriegelung findet somit an einem oder an beiden Enden der Stange und zusätzlich an der Ruderstange selbst statt. Insofern ähnelt die Funktion des Espagnoletten-Verschlusssystems dem Treibstangenverschluss (im englisch- und französischsprachigen Raum Crémone genannt) mit Baskülgetriebe. Letzterer besitzt statt der runden Stangen meist flache, halbrunde oder quadratische Treibriegel, die sich nicht drehen, sondern nach oben und unten in die hierfür vorgesehenen Aufnahmen geschoben werden. Ruderstangen- und Treibstangenverschluss sind unterschiedliche Formen des Stangenschlosses.
In ähnlicher Form findet sich das Espganolette-Verschlusssystem oftmals auch bei den Doppeltüren der Ladefläche von Sattelzug-Aufliegern und Seecontainern.

## Galerie

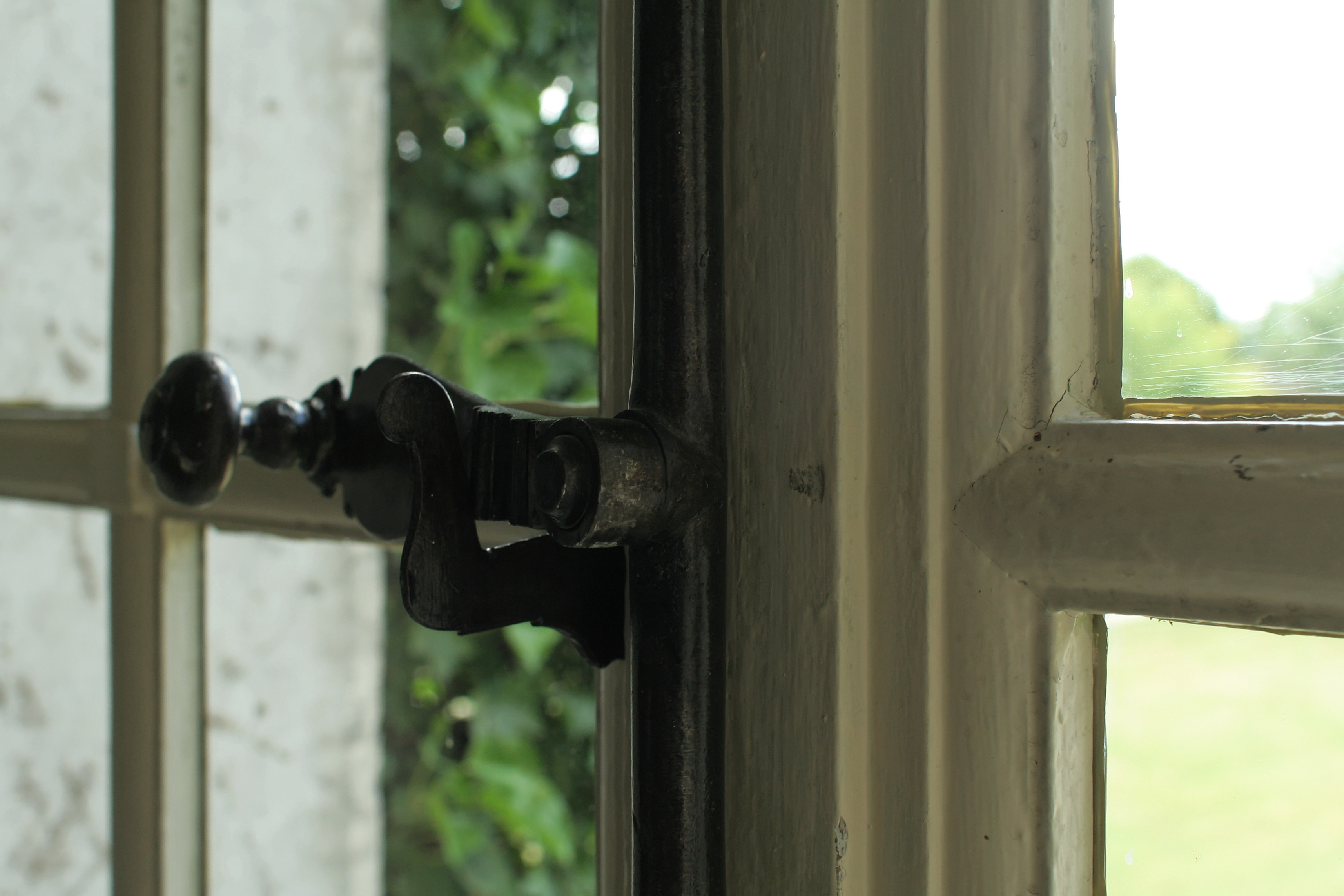
Ruderstange am Fenster der Bibliothek eines zum Schloss Versailles gehörenden Pavillons
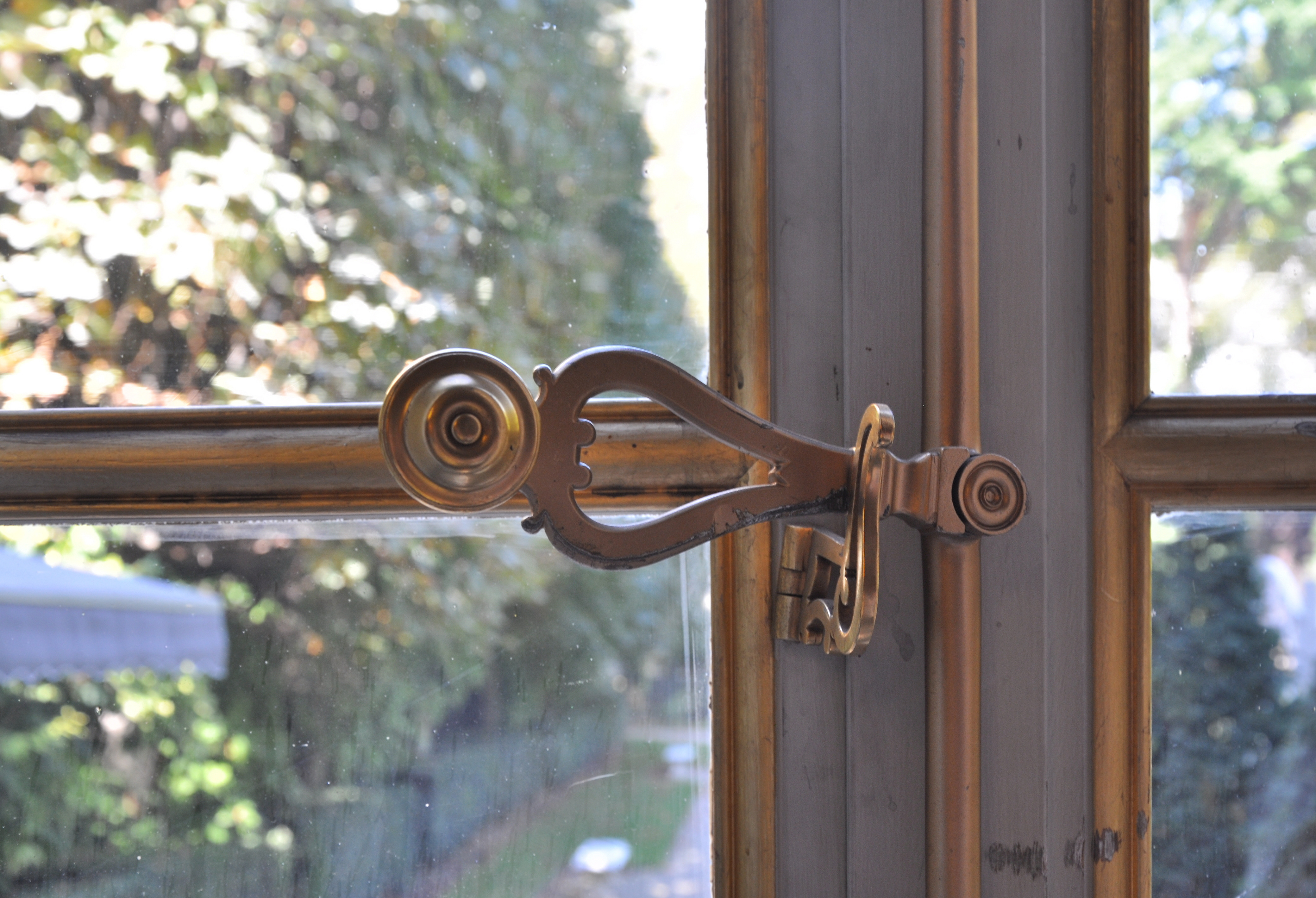
Ruderschlaufe am Fenster der Bibliothek des Hôtel de Bourvallais am Place Vendôme in Paris
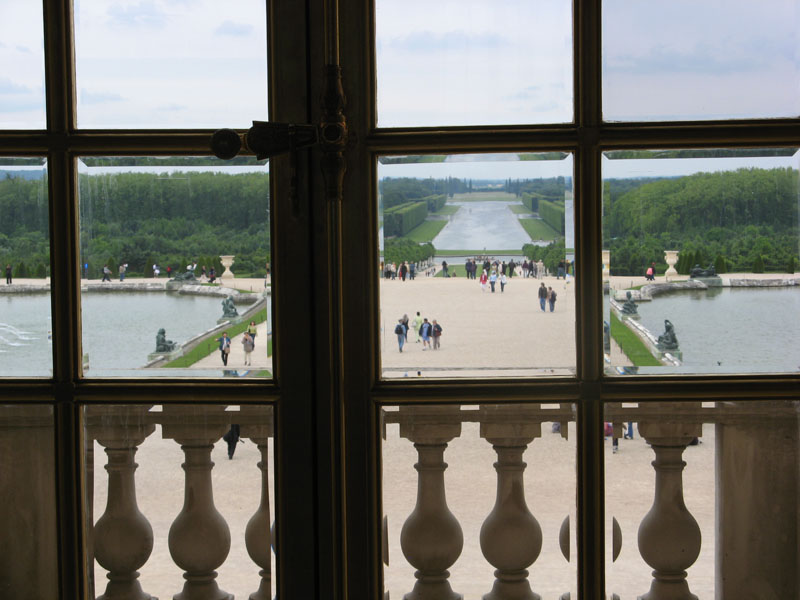
Espagnoletten an einer Fenstergalerie des Schlosses Versailles
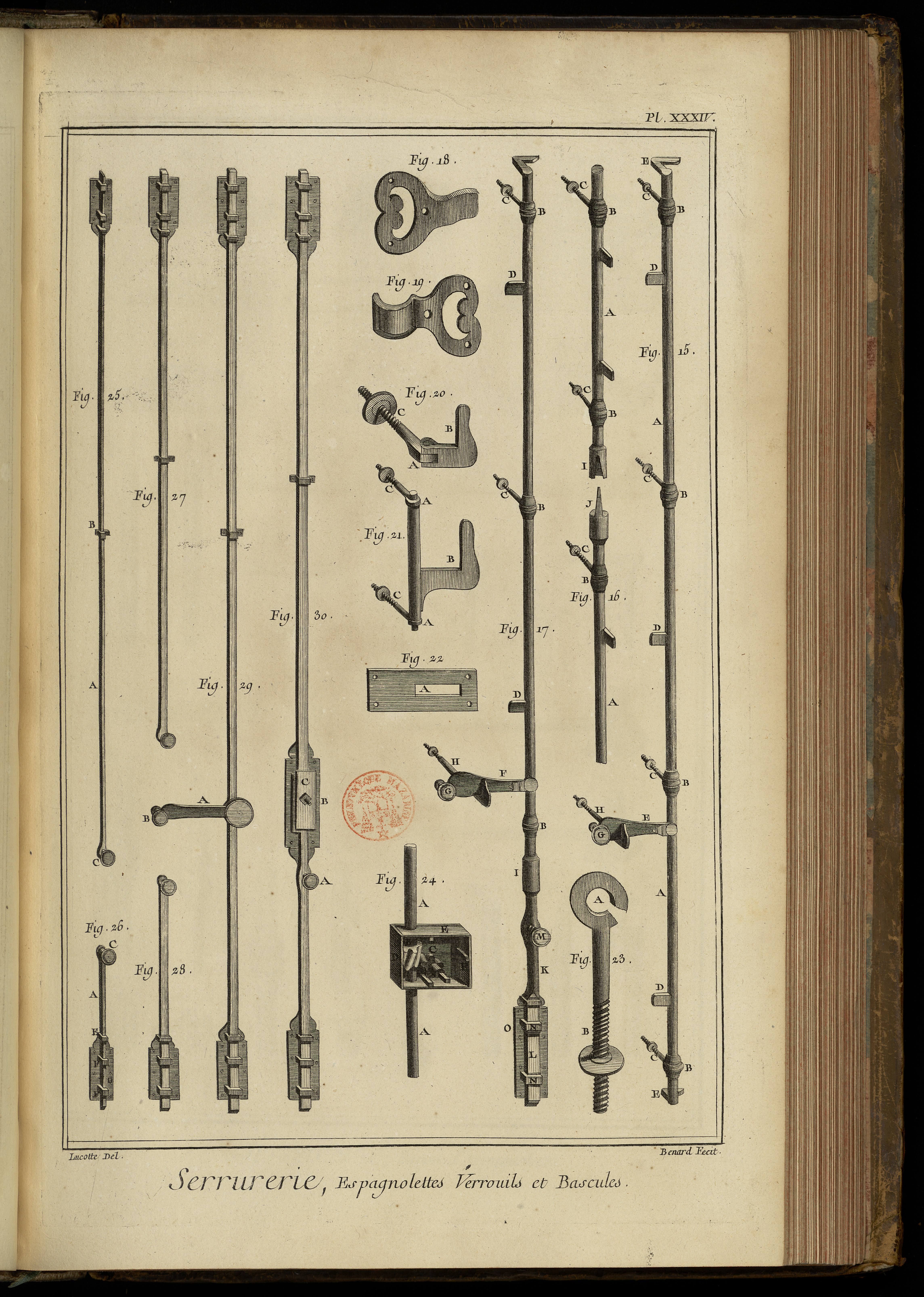
Espagnolette (Diderot, Encyclopédie, Tafelband IX, 1771, Tafel XXXIV)
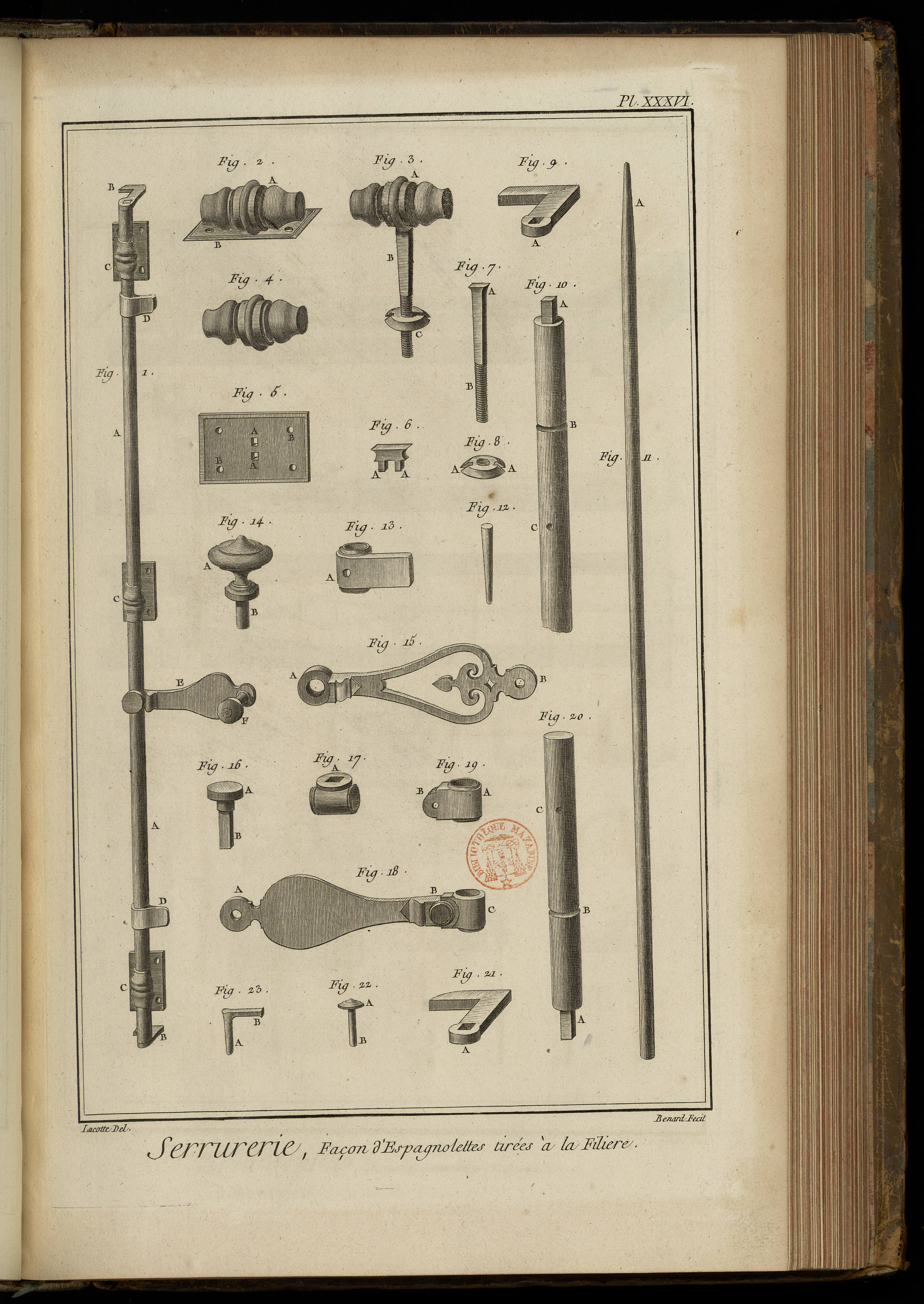
Espagnolette (Diderot, Encyclopédie, Tafelband IX, 1771, Tafel XXXVI)